# Бургуста (притока Кундрючої)
Бургу́ста (Велика Бургуста; рос. Бургуста, Большая Бургуста) — річка на сході України та півдні Росії, ліва притока Кундрючої басейну Сіверського Дінця.

## Течія
Річка бере початок на північній околиці села Олександрівка біля міста Вознесенівка Довжанського району Луганської області. Загальний напрям течії — південний схід. Територією України протікає 6 км, Росією 3 км, інші 11 км слугує державним кордоном між двома країнами. Впадає до Кундрючої на території села Павловка.

## Морфометрія
Живлення переважно снігове та дощове. Льодостав триває від кінця листопада до середини березня. Використовують для зрошування та господарського водопостачання. В декількох місцях русло перекрите греблями, утворюючи численні ставки. Води багаті рибою — короп, сазан, карась, окунь, щука, судак.
Вода досить забруднена відходами від вуглевидобутку. Місцями русло перекрите териконами, проходячи повз які вода насичується радіоактивними частками.

## Населені пункти
Уздовж річки лежать такі населені пункти:

### Україна
- - Довжанський район — село Олександрівка, село Панченкове;

### Росія
- - Красносулінський район — хутір Рози Люксембург, хутір Новоровенецький, селище Малий, хутір Бобров, село Павловка.